# Gartland Station
Gartland Station (Gartland stasjon) er en tidligere jernbanestation på Nordlandsbanen, der ligger ved bygden Gartland i Grong kommune i Norge.
Stationen åbnede 5. juli 1940, da banen blev forlænget fra Grong til Mosjøen. Den blev nedgraderet til trinbræt 6. april 1959. Betjeningen med persontog blev indstillet 23. maj 1993.
Stationsbygningen blev opført i 1932 efter tegninger af Bjarne Friis Baastad fra NSB Arkitektkontor. Den toetages bygning er opført i træ i laftekonstruktion og rummede oprindeligt ventesal, ekspedition og telegraf i stueetagen, mens der var tjenestebolig på første sal. Desuden er der en tilbygning i bindingsværk, der oprindeligt fungerede som pakhus. Bygningen blev solgt fra i 2000.